# Elachista irenae
Elachista irenae is een vlinder uit de familie grasmineermotten (Elachistidae). De wetenschappelijke naam is voor het eerst geldig gepubliceerd in 1989 door Buszko.
De soort komt voor in Europa.